# Ironton (Míchigan)
Ironton es un lugar designado por el censo ubicado en el condado de Charlevoix en el estado estadounidense de Míchigan. En el Censo de 2010 tenía una población de 140 habitantes y una densidad poblacional de 54,77 personas por km².

## Geografía
Ironton se encuentra ubicado en las coordenadas 45°15′23″N 85°11′34″O / 45.25639, -85.19278. Según la Oficina del Censo de los Estados Unidos, Ironton tiene una superficie total de 2.56 km², de la cual 2.56 km² corresponden a tierra firme y (0%) 0 km² es agua.

## Demografía
Según el censo de 2010, había 140 personas residiendo en Ironton. La densidad de población era de 54,77 hab./km². De los 140 habitantes, Ironton estaba compuesto por el 96.43% blancos, el 1.43% eran afroamericanos, el 0.71% eran amerindios, el 0.71% eran asiáticos, el 0% eran isleños del Pacífico, el 0% eran de otras razas y el 0.71% pertenecían a dos o más razas. Del total de la población el 0% eran hispanos o latinos de cualquier raza.